# الی کمپر
الی کمپر (انگلیسی: Ellie Kemper؛ زادهٔ ۲ مهٔ ۱۹۸۰) یک هنرپیشه اهل ایالات متحده آمریکا است. وی از سال ۲۰۰۳ میلادی تاکنون مشغول فعالیت بوده‌است.
از فیلم‌ها یا برنامه‌های تلویزیونی که وی در آن نقش داشته است می‌توان به ساقدوش‌ها، ویدئوی سکس، اداره، کندذهن‌ها و آن‌ها باهم آمدند اشاره کرد.